# Хуан Рамон Фольк I де Кардона
Хуан Рамон I Фольк де Кардона (кат. Joan Ramon Folc I de Cardona; 3 января 1375 — 11 апреля 1441) — каталонский дворянин позднего средневековья, 2-й граф де Кардона и виконт де Вильямур (1400—1441).

## Биография
Сын Уго II де Кардона (1328—1400), 1-го графа де Кардона (1375—1400), и его жены Беатрисы де Луна и Херика.
В 1396 году Хуан Рамон, наследник графа Кардоны, был одним из магнатов, отправившихся на Сицилию, чтобы помочь ее новому королю Арагона Мартину Старшему. Молодой король вскоре пожаловал ему должность адмирала, ранее принадлежавшее его отцу. После смерти своего отца, Уго де Кардона, в 1400 году унаследовал графство Кардона и должность адмирала Арагона.
Хуан Рамон, граф Кардона, был одним из генералов короля Сицилии Мартина Молодого в Сардинской кампании. Поход закончился трагедией при Санлури в 1409 году.
В период междуцарствия 1410—1412 годов в королевстве Арагон граф Хуан Рамон и его брат Антонио де Кардона были наиболее заметными лидерами партии Хайме, графа Урхельского, в парламентских процессах. В 1412 году они оба подали протест против того, как были избраны делегаты Компромисса в Каспе.
Однако после того, как было объявлено решение о избрании кастильского инфанта Феррана де Антекера новым королем Арагона, граф Хуан Рамон I был горячо предан новой династии и отказался сотрудничать с восстанием сторонников графа Урхель 1413 года. В 1418 году граф Хуан Рамон I был посол короля Альфонсо V на церковном соборе в Констанце.
В 1423 году граф Хуан Рамон I командовал флотом, который привел к осажденному Неаполю войска во главе с инфантом Педро. Эти подкрепления позволили королю Альфонсо V вернуть Неаполь. На обратном пути его флот разграбил крупный французский город-порт Марсель, принадлежавший графу Анжуйскому.
В 1430? году Хуан Рамон командовал флотом из 22 галер и восьми больших кораблей, оказывая помощь арагонскому королю Альфонсу V Арагонскому, который был осажден в Неаполе. По возвращении домой он взял французский город Марсель. За его действия его семья в 1463 году король Хуан II Арагонский пожаловал ему город Термес на острове Сицилия.
После 1436 года граф Хуан Рамон I удалился в Кардону. 11 апреля 1441 года он скончался в Кардоне, ему наследовал его старший сын Хуан Рамон II.

## Культурные достижения
По случаю свадьбы своего сына Хуана Рамона II с Хуаной де Прадес пожилой граф написал прекрасное письмо с советами и инструкциями.

## Семья
В возрасте 16 лет Хуан Рамон I женился на молодой женщине из королевского дома по имени Хуана де Арагон де Гандия в 1391 году. Она была дочерью Альфонса Арагонского, герцога Гандии (1332—1412), и его жены Виолан де Аренос. Графиня Хуана умерла в 1419 году. Их детьми были:
- Хуан Рамон II (1400—1471), его преемник на посту графа Кардоны.
- Уго де Кардона-и-Гандия (1405—1470), сеньор де Реаль-де-Гандия и Ондара с 1412 года, герцог де Гандия (1425—1434).
- Хуана де Кардона
- Хайме де Кардона-и-де-Гандия (1405—1466), епископ Вика (1445—1459) и президент Женералитата Каталонии с 1443 по 1446 год.
- Элеонора де Кардона, она отправилась в 1451 году на Сардинию, чтобы выйти замуж за маркиза Ористани.
- Педро де Кардона.